# شبه‌ابرنواختر

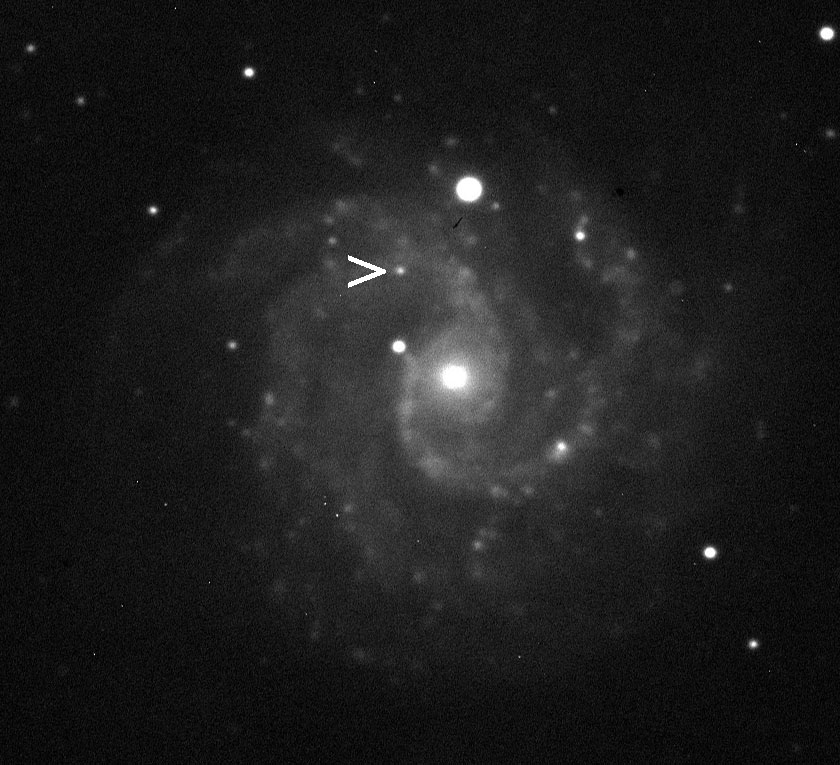
نمایی از کهکشان ان‌جی‌سی ۳۱۸۴ با نشانه‌ای برای ابرنواختر دغل‌کار SN 2010dn

شبه ابرنواخترها یا اَبَرنواَختَرِ دَغَل‌کار (به انگلیسی: Supernova impostors) فوران‌هایی ستاره‌ای هستند که در ابتدا به صورت نوعی ابرنواختر ظاهر شده، امّا برخلاف ابرنواخترها، ستارگان اولیهٔ خود را نابود نمی‌کنند. در نتیجه، آنها به عنوان نواخترانی بسیار قدرتمند طبقه‌بندی می‌شوند. آن‌ها همچنین با نام‌های آنالوگهای اتا شاه‌تخته و انفجارهای بزرگ متغیرهای آبی درخشان شناخته می‌شوند.
ستارگان ابرپرجرم در اواخر عمر خود دچار انفجارهایی می‌شوند که به آنها شبه ابرنواختر می‌گویند.